# Nacarina aculeata
Nacarina aculeata är en insektsart som beskrevs av De Freitas och Penny 2001. Nacarina aculeata ingår i släktet Nacarina och familjen guldögonsländor. Inga underarter finns listade i Catalogue of Life.